# Andrei Knyazev
Andrei (Andrew) Knyazev (em russo:  Князев, Андрей Владимирович; Moscou, União Soviética, 9 de junho de 1959) é um matemático russo-estadunidense.
Graduado pela Faculdade de Matemática Computacional e Cibernética da Universidade Estatal de Moscou sob a supervisão de Evgenii D'yakonov em 1981, e obteve o doutorado em análise numérica em 1985 na Academia de Ciências da Rússia, supervisionado por Vyacheslav Ivanovich Lebedev. Trabalhou no Instituto Kurchatov em 1981-1983, e depois até 1992 no Instituto de Matemática Numérica da Academia de Ciências da Rússia, dirigido por Gury Marchuk.
Em 1993-1994 Knyazev foi professor visitante no Instituto Courant de Ciências Matemáticas da Universidade de Nova Iorque, colaborando com Olof B. Widlund. De 1994 até aposentar-se em 2014 foi professor de matemáticada Universidade do Colorado em Denver, suportada por subvenções da Fundação Nacional da Ciência e Departamento de Energia dos Estados Unidos. Em 2008 foi um recipiente do Excellence in Research Award,
Knyazev colaborou com John Edward Osborn

sobre a teoria do Método de Ritz no contexto do Método dos elementos finitos e com Nikolai Bakhvalov sobre a solução numérica de equações diferenciais parciais elípticas com grandes descontinuidades nos coeficientes principais.